# آرون سیگودارسون
آرون سیگودارسون (انگلیسی: Aron Sigurðarson؛ زادهٔ ۸ اکتبر ۱۹۹۳) بازیکن فوتبال اهل ایسلند است.
از باشگاه‌هایی که در آن بازی کرده‌است می‌توان به باشگاه فوتبال یونیون سنت ژیل و باشگاه فوتبال ترومسو اشاره کرد.
وی همچنین در تیم ملی فوتسال ایسلند و  تیم‌های ملی فوتبال زیر ۲۱ سال و بزرگسالان ایسلند بازی کرده‌است.